# Sótoku japán régensherceg
Sótoku herceg （聖徳太子）(574. február 7. – 622. április 8.) arisztokrata politikus és buddhista vallásfilozófus, császári régens a japán történelem hajnalán, az Aszuka-korban. Fontos szerepet játszott a buddhizmus elterjedésében Japánban. A Szoga nemzetséggel szövetségben 587-ben legyőzte a buddhizmus elterjedését ellenző Mononobe nemzetséget. Több híres buddhista templom alapítása fűződik a nevéhez, mint az Ószakai Sitennó-dzsi, vagy a világörökségként számon tartott Hórjú-dzsi és a Hokki-dzsi Nara prefektúrában. A magyar történelemhez hasonlítva, ő a japán Szent István és egyben Gellért püspök.

## Élete
Jómei császár második fiaként született Sótoku gyerekkora óta buddhista nevelésben részesült. A koreai félszigetről származó tanárai révén, kínai mintára, a császárközpontú központi hatalmat tartotta ideális kormányzati formának, szemben a korabeli Japánra jellemző nemzetségi-családi alapú területi széttagoltsággal.
A 6. század második fele a Japánban új vallásként megjelenő buddhizmus elterjedését pártoló nemesi családok, élükön a Szoga nemzetség, és a japán ősi sintó vallást fegyverrel is megvédeni kész fegyverkovács Mononobe család közti vallási és politikai ellenségeskedés jegyében telt. Sótoku herceg a Szogák mellé állt, és Szoga no Umakóval szövetségben 587-ben megtámadta és csatában megölte a nemzetségfő Mononobe no Moriját. Ezzel vége lett minden komoly fegyveres ellenállásnak a buddhizmus elterjedésével szemben.
592-ben Szoga no Umako cselszövése eredményeként Szusin császár merénylet áldozata lett, és a Szogák Szuiko császárt tették hivatalba. Egyidejűleg a húszéves Sótoku herceg császári régens lett. E hivatalt haláláig viselte, de öregkorát buddhista írások kommentálásával, gyakorlatilag a politikától visszavonulva töltötte.
Sótoku herceg halála után fiát, Jamasirót, Szoga no Iruka meggyilkoltatta, ezzel családja kihalt.

## Törvényei, belpolitikája
Császári régensként Sótoku herceg megpróbálta féken tartani a Szogákat, és a császári tiszt legitimációját, alkotmányos hatalmát növelni. Fontos törvényei közé tartozik a Kanidzsúnikai és a Kenpódzsúnanadzsó.
Kanidzsúnikai: Hogy elejét vegye az öröklésen alapuló politikai hatalomszerzésnek, kínai mintára 12 köztisztviselői fokozatot rendelt el, melyre a tehetségük és felmutatott teljesítményük szerint toborozták a tisztviselőket.
Kenpódzsúnanadzsó: („Tizenhét alapvető törvénycikk”-nek fordítható) Inkább etikai kódex mint törvénykönyv. Többek közt békeszeretetre („va”) és a Buddha tiszteletére inti a köztisztviselőket.

## Külpolitikája
A polgárháború sújtotta koreai félszigetre hadsereget küldött hogy megsegítse a Japán nemességgel szoros kapcsolatot fenntartó Sinnra királyát. Hivatalos követséget küldetett Kínába, hogy megvitassák a koreai polgárháború elrendezését. Több száz japán tudóst is küldött Kínába a nyelv, a politikai rendszer és a kultúra tanulmányozására. Ez a kulturális együttműködés több évszázados hatást gyakorolt a két ország kapcsolataira. E keretekben fejlődött ki többek között a kínai kertkultúra hatása is a japánkert kialakulására.

## Képek

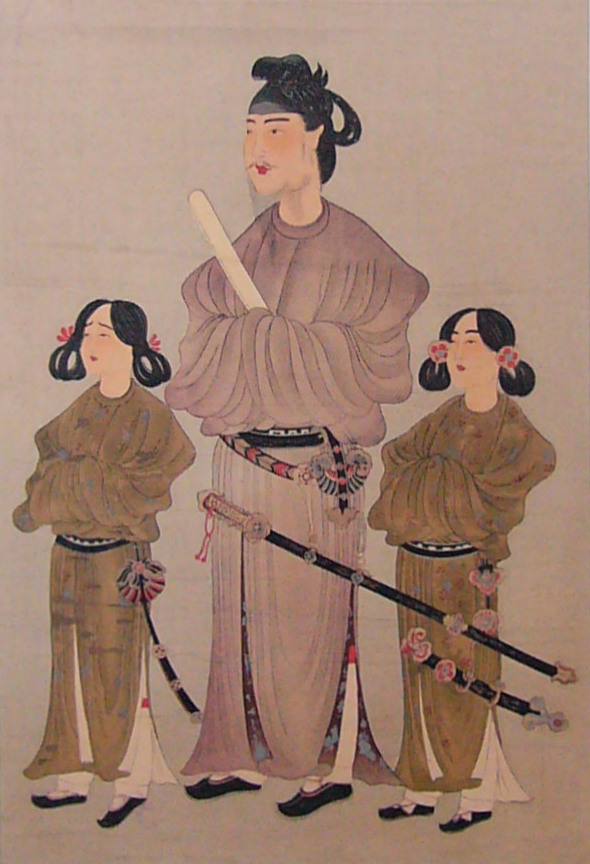
öccsével és fiával
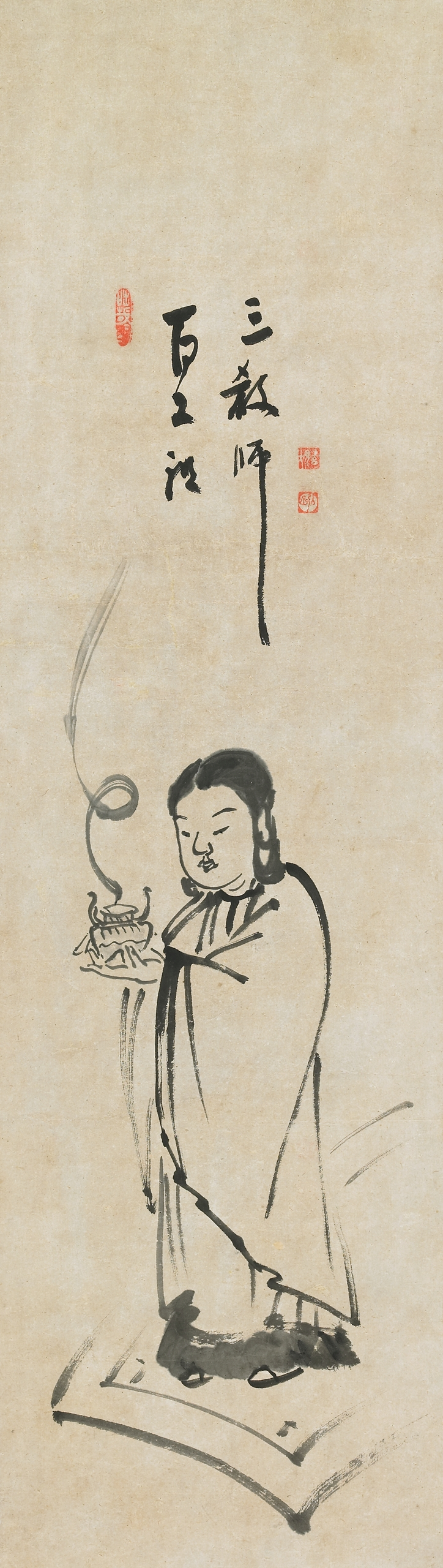
Kógan Zendzsi műve
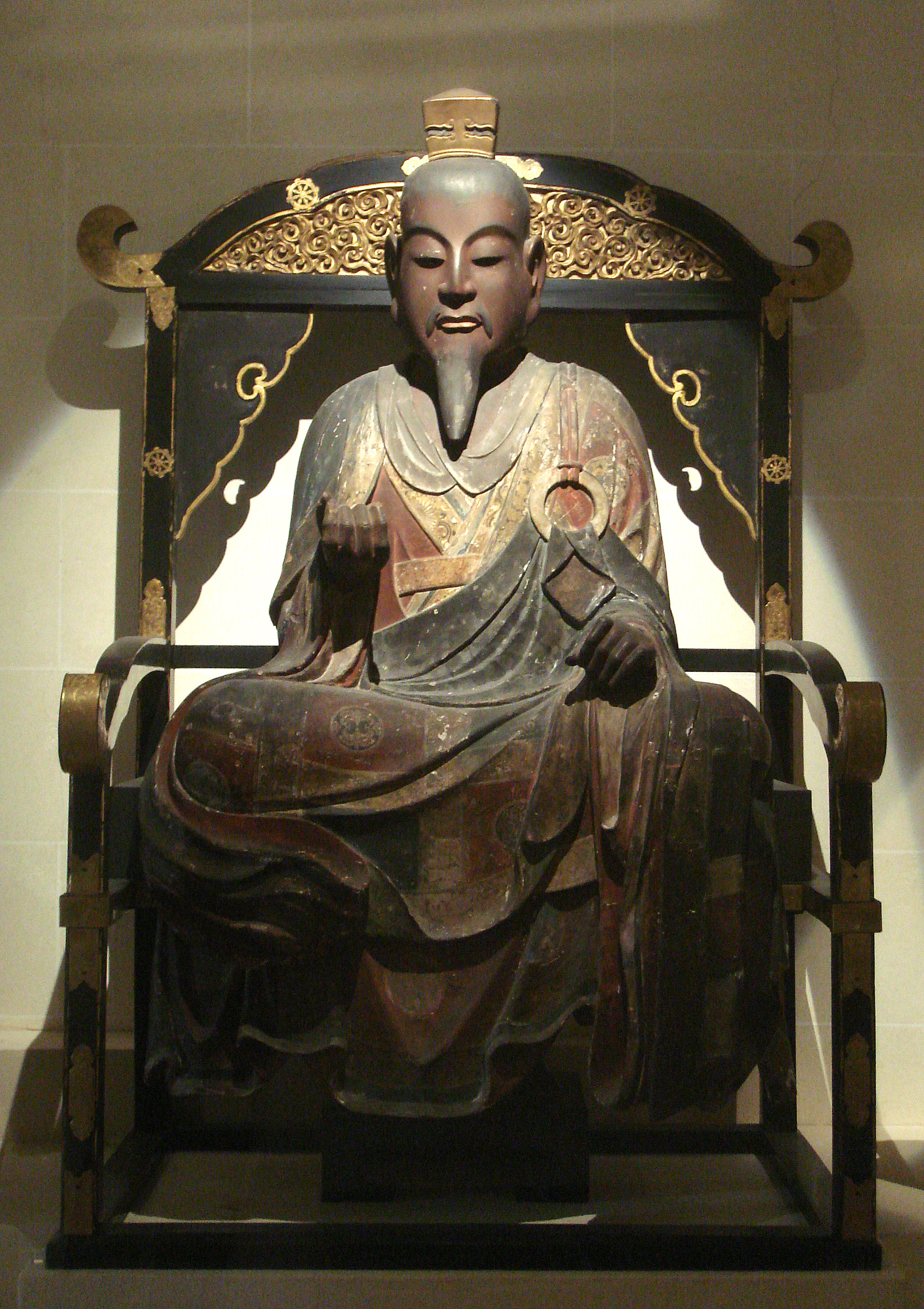
faszobor
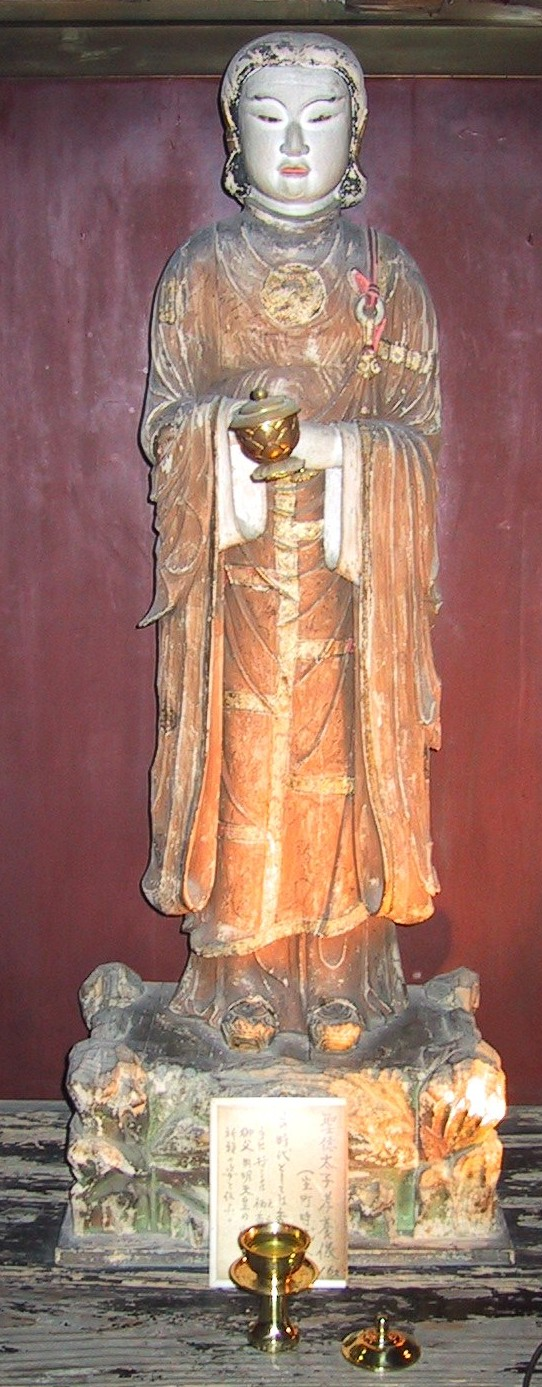
bódhiszattvaként ábrázolva
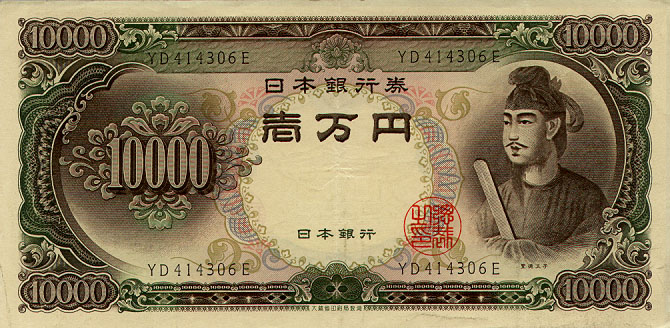
Japán 10 000 jenes bankjegyen